# Phare Ákra Spathí
Le phare Ákra Spathí, également appelé phare Mudari est situé au Nord de l'île Cythère en Grèce. Il est achevé en 1901.

## Caractéristiques
Le phare est une tour cylindrique, dont le dôme de la lanterne est de couleur verte. Il s'élève à 114 mètres au-dessus de la mer Égée.

## Codes internationaux
- ARLHS[2] : GRE-120
- NGA : 15048
- Admiralty[3] : E 4066